# William Wilkinson
William Wilkinson (1819 – 1901) è stato un architetto britannico, esponente del neogotico, esercitò la professione a Oxford.
La maggior parte degli edifici realizzati di Wilkinson si trovano nell'Oxfordshire. Le sue opere principali includono il Randolph Hotel, completato nel 1864, e la St Edward's School a Oxford. Anche il fratello maggiore di William, George Wilkinson (1814–1890), era un architetto, così come i nipoti di William CC Rolfe (morto nel 1907) e HW Moore (1850–1915). Con quest'ultimo avviò una collaborazione professionale.